# 亚历克斯·戈尔斯基
亚历克斯·戈尔斯基（英語：Alex Gorsky，1960年—）是美国强生1944年上市以来第七任董事会主席和首席执行官。

## 生平
1982年毕业于美国西点军校，之后服役于美国陆军，以上尉军衔退役。1988年加入强生担任销售代表，在15年职业生涯中曾担任管理，销售和市场多方面的职位。1996年获得沃顿商学院MBA学位。
2003年被任命为强生EMEA地区公司集体董事长。
2004年离开强生加入诺华担任制药业务北美地区总裁。.2008年返回强生，2009年9月担任全球医学仪器和诊断事业部总裁。2011年1月被任命为董事会副主席，2012年4月26日被任命为首席执行官，2012年12月28日被任命为董事长。此外还担任IBM董事会成员。2022年1月卸任强生首席执行官。